# Mucrón

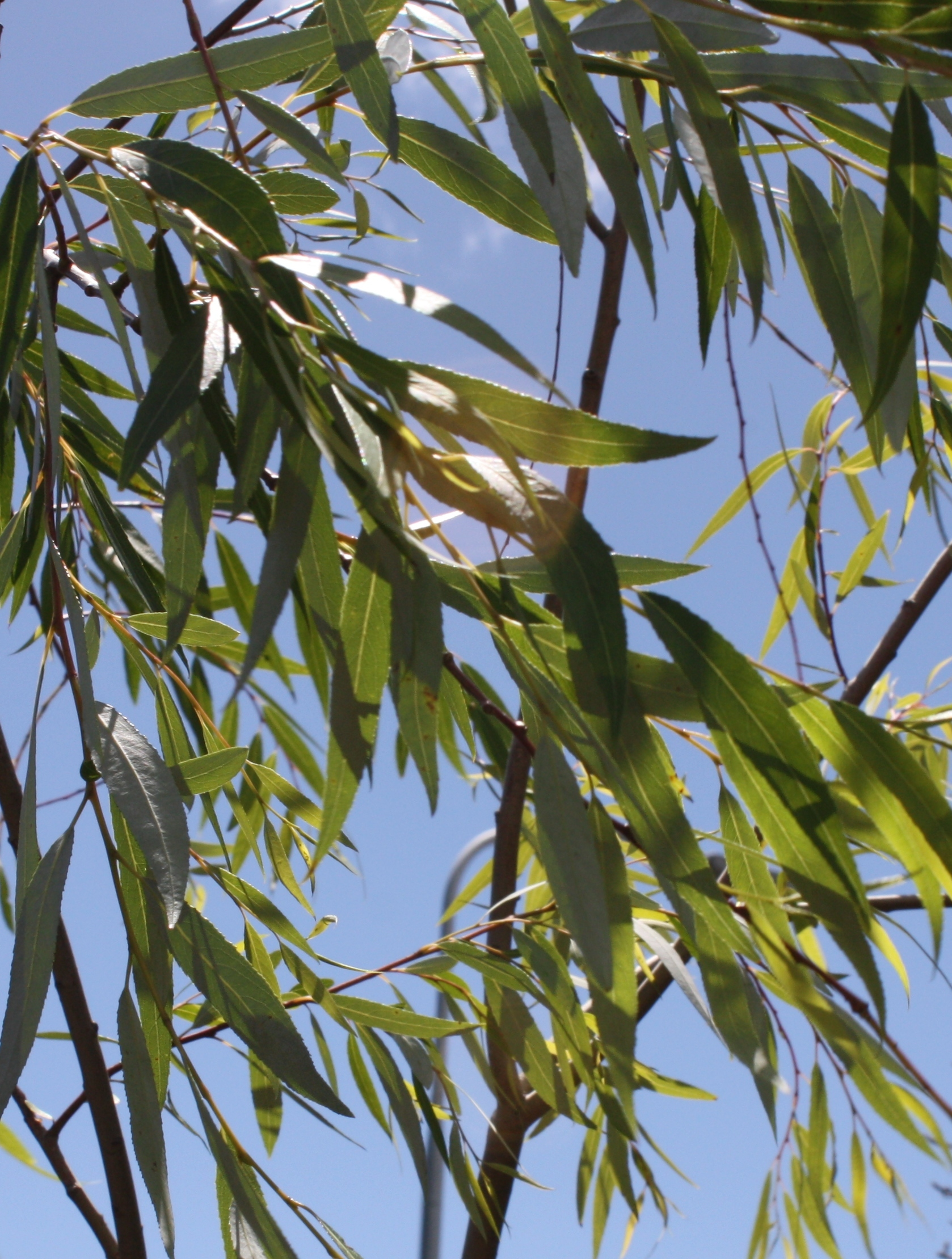
Hojas de Salix mucronata, un sauce nativo de Sudáfrica.

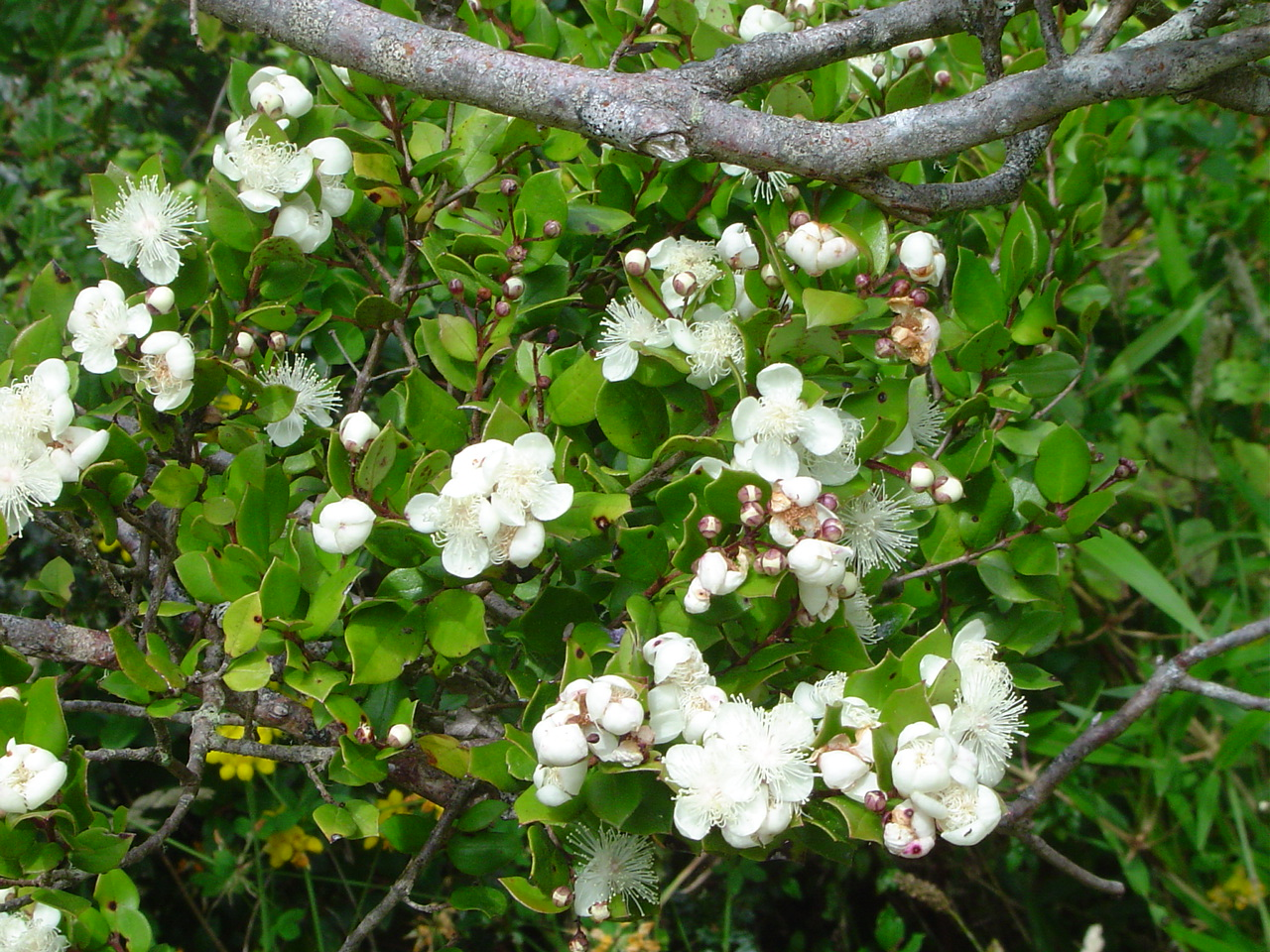
Hojas y flores de Luma apiculata (arrayán), un árbol nativo del Cono Sur.

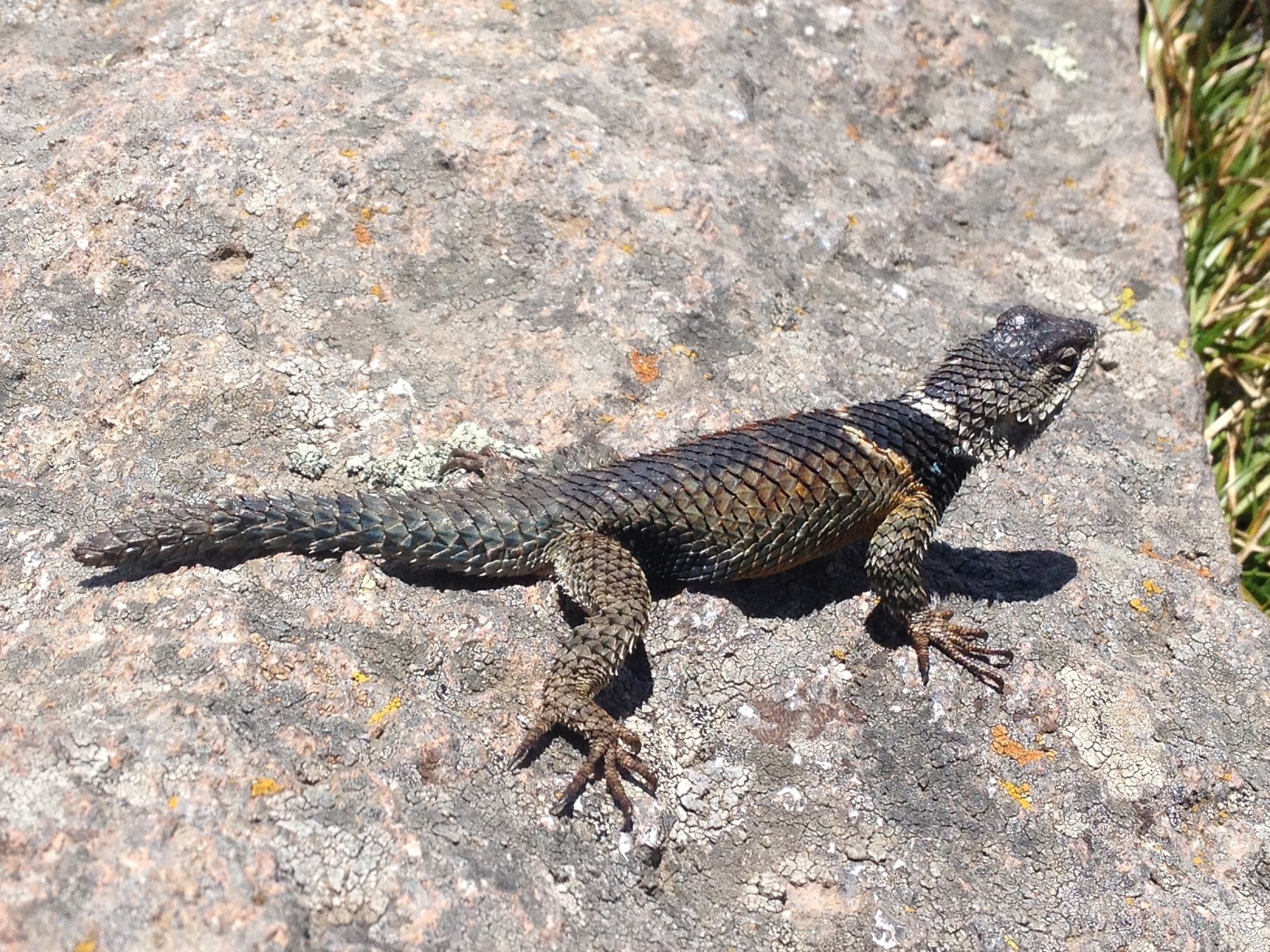
También algunos animales son llamados "mucronados", como Sceloporus mucronatus, una lagartija espinosa de México.

En botánica, un mucrón, también llamado apículo, es una punta corta, más o menos aguda y bien diferenciada que termina abruptamente. Los órganos que llevan un mucrón en su extremo se dicen «mucronados» o «apiculados». Estos adjetivos también se usan como epíteto para diversos nombres científicos de plantas, animales y hongos.